# Masfjordnes
Masfjordnes este o localitate din comuna Masfjorden, provincia Hordaland, Norvegia.